# سایمون شوخ
سایمون شوخ (انگلیسی: Simon Schoch؛ زادهٔ ۷ اکتبر ۱۹۷۸) اسنوبردسوار اهل سوئیس است.